# Justice League: Earth's Final Defense
Justice League: Earth's Final Defense es un videojuego de acción-aventura beat 'em up desarrollado por CJ E&M Games y publicado por Netmarble para Android y iOS. Fue lanzado el 1 de agosto de 2012.

## Sinopsis
Lex Luthor planea su venganza contra la Justice League y se une a otros villanos como Ares, Sinestro, Gorilla Grodd y el Joker para tratar de derrotar a la Justice League y traer la perdición al planeta.

## Jugabilidad
Se juega como Superman, Batman, Wonder Woman, Green Lantern o Flash. Se puede mejorar las habilidades especiales de cada héroe subiendo de nivel. Cada héroe tiene seis habilidades activas y seis pasivas que permiten poderosos ataques combinados que incluyen: Visión de calor de Superman, dispositivos especiales de Batman, Lazo dorado de la verdad de Wonder Woman, entre otros. Hay 30 tarjetas de apoyo compuestas por otros superhéroes de DC Comics para apoyar a los personajes principales. Se pueden mezclar y combinar las habilidades del héroe de la Tarjeta de apoyo para apoyar al personaje principal.

## Recepción
Justice League: Earth’s Final Defense recibió reseñas mixtas o promedio según el sitio web de agregación de reseñas Metacritic.
Josh Wittenkeller de Gamezebo escribió: "Si cruzar ola tras ola de malos desechables similares para llegar a un jefe desafiante te suena repetitivo, es posible que el juego no se sienta tan súper. Pero si creciste con los clásicos arcade y buscas una forma económica de revivir la emoción de combos increíbles, entonces esta es una compra obligada".
Cristian Ciuraneta de MeriStation escribió: "Un buen beat 'em up con personajes carismáticos de DC Comics, pero presenta algunos problemas con la jugabilidad táctil y los gráficos".
Harry Slater de Pocket Gamer escribió: "Puede que no tenga la longevidad de su legendario elenco de personajes, pero mientras no te importe golpear mucho las cosas, Justice League: Earth's Final Defense te mantendrá entretenido por un tiempo".
Chris Kirby de 148Apps escribió: "Justice League: Earth's Final Defense no es un mal juego; simplemente no tiene inspiración, lo que puede ser el peor crimen de todos. Esperaba que DC pudiera aprovechar la oportunidad para crear algo maravilloso y único con estas propiedades recién relanzadas, pero parece que cuanto más cambian las cosas, más permanecen igual. Justice League es culpable de aburrirme hasta las lágrimas y luego pedirme más dinero".
La revista Games Masters escribió: "Habilidades desbloqueables y un sistema de nivelación descuidado hacen poco para ayudar, mientras que los controles virtuales inamovibles agregan sal a la herida abierta del Batarang".
Slide to Play escribió: "Justice League no es horrible, pero estos superhéroes aún merecen algo mejor que un luchador sin sentido".
Andrew Nesvadba de AppSpy escribió: "Oculto debajo de las capas de progresión deficiente y un enfoque insistente en el trabajo repetitivo, se encuentra un juego que late con el corazón lleno de acción de la Liga de la Justicia, sin embargo, ser la Defensa Final de la Tierra puede no ser una opción cuando te enfrentas a un combate aburrido probablemente tendrá que repetir una y otra vez".